# باز-عقاب سیاه‌وسفید
باز-عقاب سیاه‌وسفید (نام علمی: Spizaetus melanoleucus)، (که در گذشته به نام Spizastur melanoleucus بود)، یک گونه پرنده شکاری در خانوادهٔ عقاب و شاهین (بازان) است. این گونه در سراسر بخش بزرگی از مناطق گرمسیری آمریکا، از جنوب مکزیک تا شمال آرژانتین یافت می‌شود.

## نگارخانه

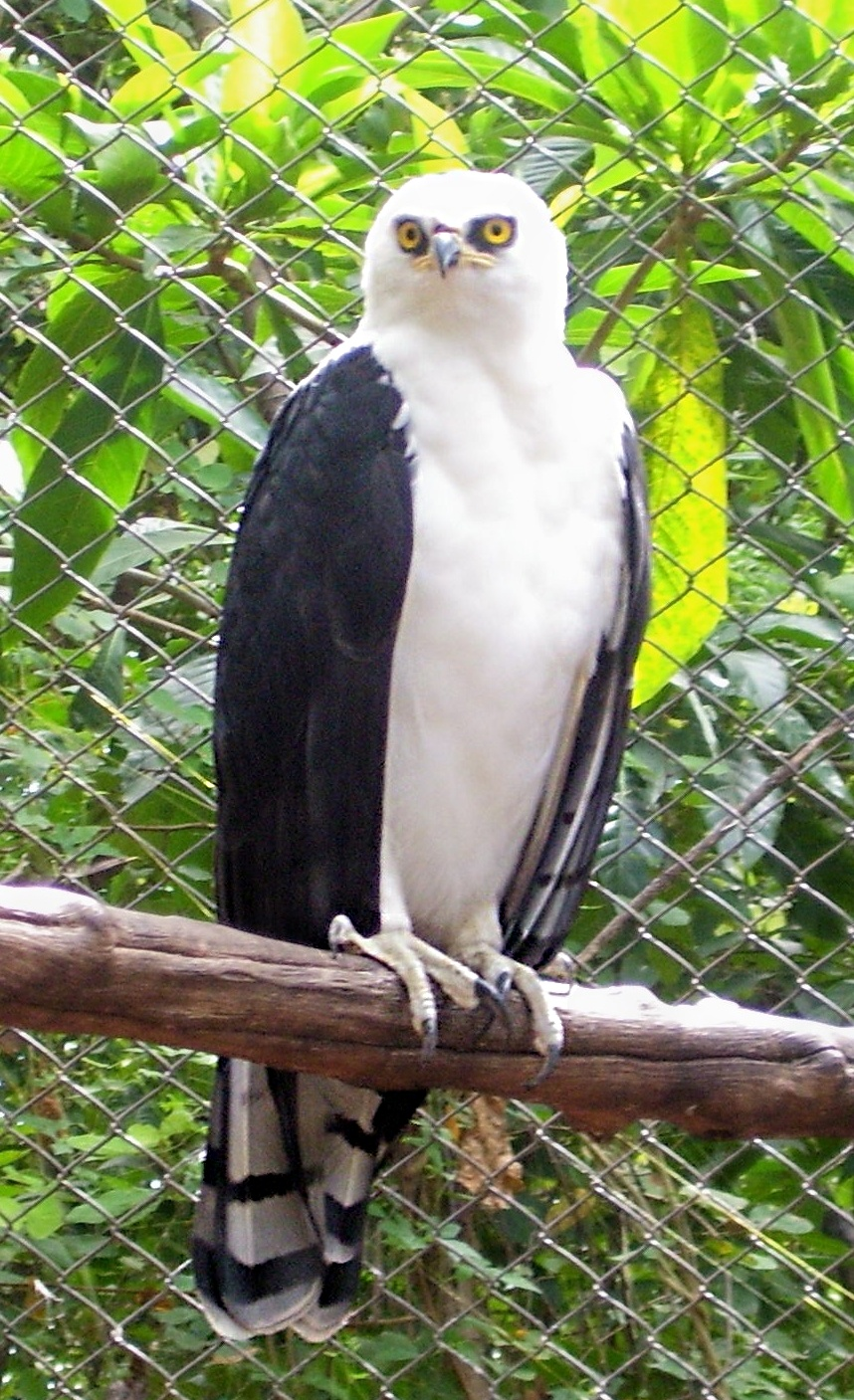
بازعقاب سیاه‌وسفید در اسارت.
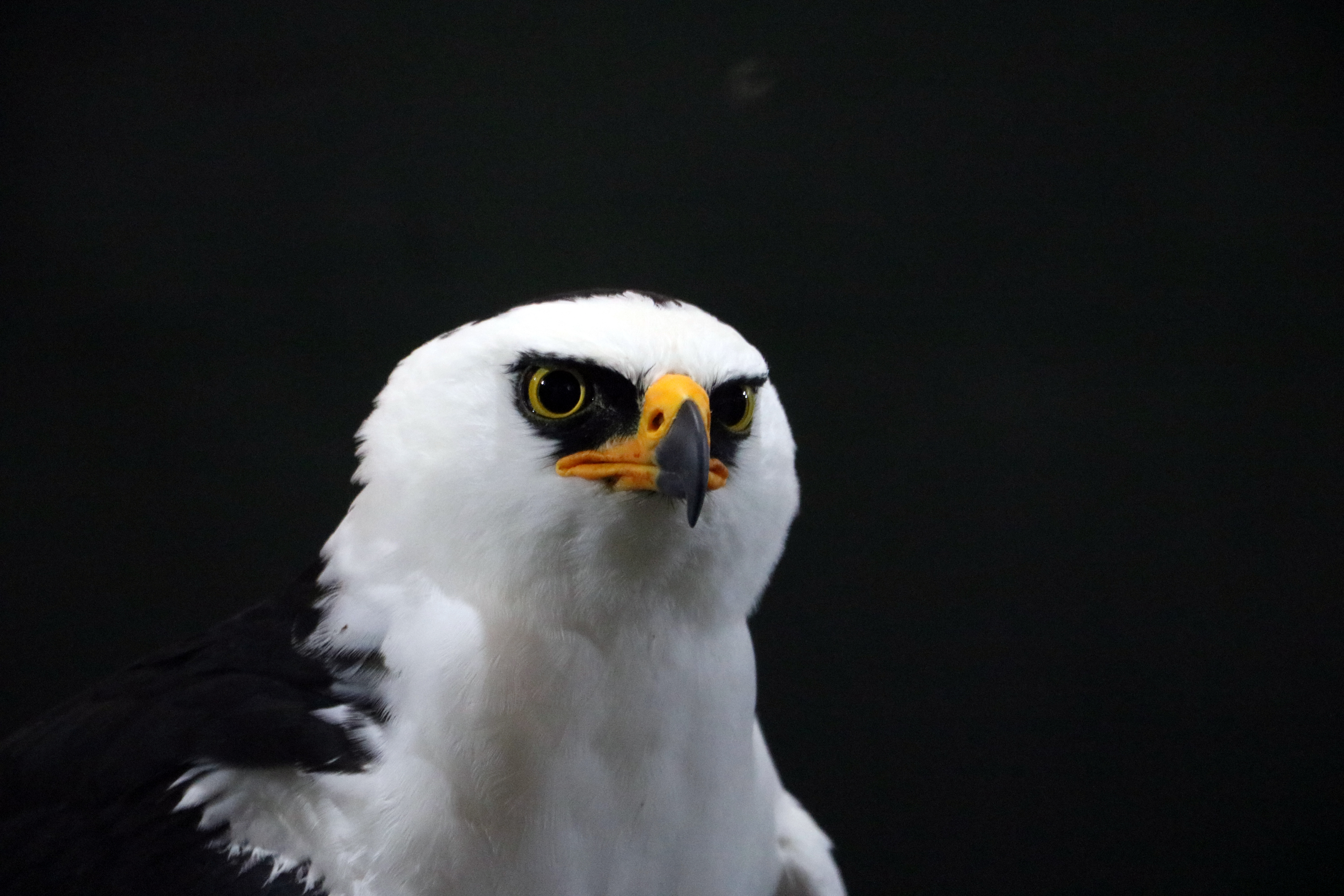
یک پرنده نجات‌یافته، عکس در اسارت در آرژانتین